# Glenea wegneri
Glenea wegneri là một loài bọ cánh cứng trong họ Cerambycidae.